# Elecciones generales de Granada de 1976
Las elecciones generales de Granada de 1976 tuvieron lugar el 7 de diciembre del mencionado año con el objetivo de renovar el Parlamento de Granada para el período 1977-1982. Se trató de las primeras elecciones nacionales que tenían lugar tras la independencia formal de Granada del Reino Unido en 1974. Se eligió, por medio de escrutinio mayoritario uninominal, a los 15 miembros de la Cámara de Representantes, en base a cuya composición se integró el Senado. Fueron también las octavas elecciones desde la instauración del sufragio universal, y las primeras luego de que se redujera la edad requerida para votar a dieciocho años, lo que amplió el electorado un 33% con respecto a las anteriores elecciones.
El gobierno de Eric Gairy, del Partido Laborista Unido de Granada (GULP), enfrentaba una complicada situación política y social ante el ascenso del movimiento de protesta izquierdista New Jewel, liderado por Maurice Bishop, que organizó una serie de manifestaciones en el período inmediatamente posterior a la independencia en 1974 en un intento fracasado de forzar su renuncia. Tras aceptar momentáneamente que no sería posible deponer a Gairy por medios violentos, Bishop negoció con Herbert Blaize, líder del opositor Partido Nacional de Granada (GNP), el establecimiento de una coalición entre los distintos grupos opositores, que incluyó al liberal Partido del Pueblo Unido (UPP) del hasta entonces senador oficialista Winston Whyte. Esta coalición recibió el nombre de Alianza Popular.
La campaña fue tensa debido a una serie de disposiciones restrictivas por parte del régimen de Gairy que dificultaron el margen de maniobra de la oposición para hacer campaña. La policía secreta de Gairy, la Policía de Reserva Especial o Pandilla de la Mangosta, ejerció actos de intimidación contra el electorado que desalentaron el voto. En última instancia, el GULP obtuvo una ajustada victoria con el 51,74% de los votos y 9 de los 15 escaños, perdiendo la mayoría calificada de dos tercios de la que había gozado hasta entonces. La Alianza Popular logró el 48,26% y los 6 escaños restantes, quedándose a muy pocos votos de lograr una mayoría. En gran medida debido a la tensa atmósfera, la participación disminuyó drásticamente a un 65,19%, más de un 18% menos que en las anteriores elecciones.
Bishop denunció fraude electoral masivo y desreconoció el resultado. Las denuncias fueron desestimadas y Gairy se mantuvo en el poder a pesar de las protestas opositoras. Con un clima de creciente polarización y ante el rumor de que el régimen de Gairy planeaba asesinar a varios líderes opositores, finalmente este fue depuesto por un golpe de Estado orquestado por el Ejército de Liberación Nacional (brazo militar del New Jewel), que instauró el Gobierno Popular Revolucionario. No volverían a realizarse elecciones hasta 1984, luego de la invasión de Granada por parte de Estados Unidos.

## Antecedentes
Desde la instauración del sufragio universal en Granada en 1951, la política estuvo en gran medida dominada por el Partido Laborista Unido de Granada (GULP), fundado y presidido por Eric Gairy. Luego de la instauración de un gobierno autónomo en 1960, Gairy ejerció como jefe de gobierno entre 1961 y 1962, antes de ser derrotado por el Partido Nacional de Granada (GNP) de Herbert Blaize. Luego de que Granada se convirtiera en un «Estado Libre Asociado» con Gran Bretaña, Gairy llevó al GULP a la victoria en las elecciones de 1967, hegemonizando rápidamente el poder político del país. El surgimiento de grupos sindicales e intelectuales opositores a su gobierno lo llevó a volverse cada vez más autoritario. Gairy decretó el estado de emergencia, creó la Policía de Reserva Especial (PRS) o Moongoose Gang (Pandilla de la Mangosta) como policía secreta en mayo de 1970 e instauró un régimen dictatorial basado en su persona. Granada ingresó a la década de 1970 inmesar en un clima político, económico y social profundamente conflictivo, pese a lo cual el GULP retuvo una abrumadora mayoría en las elecciones de 1972, dejando al GNP con solo dos escaños parlamentarios.
Ante la ausencia de una oposición parlamentaria fuerte y la erosión del apoyo a Gairy en el movimiento sindical, comenzaron a surgir corrientes de opinión más radicales y revolucionarias en Granada, por lejos las más fuertes en el Caribe anglófono, aunque inspiradas en los movimientos de huelga similares en la cercana Trinidad y Tobago. El Esfuerzo Conjunto para el Bienestar, la Educación y la Liberación (JEWEL) y el Movimiento de Asambleas Populares (MAP), dos de las principales agrupaciones de oposición izquierdista al gobierno, se unificaron el 11 de marzo de 1973 en el Movimiento Nuevo Esfuerzo Conjunto para el Bienestar, la Educación y la Liberación (New Jewel Movement o NJM) con Bishop como líder. El 4 de noviembre, el NJM realizó un «Congreso Popular» en el que presentó un manifiesto de corte socialista y duramente crítico con el gobierno, convirtiendo la remoción de Gairy del poder en su principal objetivo. El manifiesto declaraba que Gairy «regía a Granada como una propiedad privada» y describía a su gobierno como «una dictadura unipersonal», presentando un programa de gobierno socialista que superara al modelo «de explotación colonial» impuesto en el país.
A partir de 1973, el régimen de Gairy encaró las negociaciones para la inminente independencia de Granada como un Reino de la Mancomunidad para 1974. Luego de que se publicara el manifiesto del NJM, Gairy realizó varias amenazas públicas contra el movimiento, que se volvieron reales el 19 de noviembre, dos semanas más tarde, en el llamado «Domingo Sangriento», cuando militantes de la Moongoose Gang y fuerzas policiales dispersaron con violencia una manifestación del NJM. Bishop mismo fue capturado y severamente golpeado. Unos meses más tarde, el 21 de enero de 1974, ocurrió el «Lunes Sangriento», un nuevo ataque contra dirigentes opositores por parte de la Moongoose Gang durante la cual el padre de Bishop, Rupert Bishop, fue asesinado. El 7 de febrero de 1974, Granada accedió formalmente a la independencia como un Reino de la Mancomunidad. La independencia fue acompañada de nuevas protestas por parte de los grupos opositores contra el régimen de Gairy, y Bishop pasó el día previo y posterior al fin de la colonia británica bajo arresto por cargos de conspiración.

## Sistema electoral
Los comicios se realizaron bajo el texto constitucional sancionado el 19 de diciembre de 1973 (el cual entró en vigor al momento de la independencia, el 7 de febrero de 1974), y la Ley Electoral de 1958. Granada se mantuvo como una monarquía constitucional en el marco de la Mancomunidad de Naciones, con Isabel II del Reino Unido como jefa de estado, representada localmente por un Gobernador General y un sistema de gobierno parlamentario basado en el modelo Westminster.
El Parlamento es bicameral, compuesto por la Cámara de Representantes de 15 miembros elegida directamente por un sistema de escrutinio mayoritario uninominal para un mandato máximo de cinco años y un Senado designado con base en la conformación de la Cámara. El líder del partido político que logre una mayoría absoluta o que pueda gozar de la confianza de una mayoría de miembros de la Cámara se convierte en primer ministro y jefe de gobierno, mientras que el líder del partido no gobernante con más escaños ocupa el cargo de líder de la Oposición. El Senado, compuesto por 13 miembros, es designado por el Gobernador General después de las elecciones, basándose en los resultados electorales y en la formación del gobierno. El primer ministro tiene la potestad de recomendar diez nombramientos, tres de los cuales deben corresponder a determinados intereses. Los otros tres senadores son designados por recomendación del líder de la Oposición.
Previo a las elecciones de 1976, se redujo la edad requerida para votar y ser elegido de veintiuno a dieciocho años. Para las elecciones de la Cámara de Representantes, el país se encuentra dividido en quince circunscripciones, cada una de las cuales está representada por un miembro del Parlamento. Para presentar una nominación, los candidatos deben presentar el aval de seis electores registrados en la circunscripción que buscan disputar. En caso de que solo un candidato sea nominado en una circunscripción, se le considerará debidamente electo sin oposición y no se realizará votación alguna.

## Partidos contendientes

### Partido Laborista Unido de Granada
Durante la década de 1970, el régimen de Gairy se movió para consolidar su poder interno y el control del Partido Laborista Unido de Granada sobre la maquinaria electoral. Aunque el liderazgo de Gairy sobre el partido era absoluto prácticamente desde su fundación, se gestó un pequeño movimiento de resistencia interna dentro del GULP durante este período, sobre todo por los sectores más liberales. Winston Whyte, que había fracasado en ser elegido miembro del Parlamento como candidato del GULP en 1972 y ejercía desde entonces como representante del gobierno en el Senado, se separó del gobierno en 1973, fundando el Partido del Pueblo Unido (UPP). Esta escisión finiquitó cualquier alternativa interna a Gairy dentro del GULP, y la totalidad de los candidatos que el partido presentó de cara a las elecciones le respondían lealmente.

### Alianza Popular

Distribución de candidatos de la Alianza Popular por circunscripción:
NJM
GNP
UPP
Independiente

Desde las elecciones de 1972, el derechista Partido Nacional de Granada (GNP), liderado por el exjefe de gobierno Herbert Blaize, era el principal partido de la Oposición parlamentaria. No obstante, su base de apoyo urbana se había erosionado notoriamente con el ascenso del Movimiento New Jewel, el cual había declarado una postura de boicot a las instituciones al considerar que las elecciones eran inútiles bajo el régimen de Gairy. A esto se sumó también la fundación del UPP bajo el liderazgo de Whyte, que atrajo votantes de la base empresarial del GNP.
Para 1975, a pesar de las fricciones que provocaba su carácter izquierdista, los liderazgos del GNP y del UPP reconocían el hecho de que el NJM se había vuelto indispensable para cualquier movimiento serio que condujera a la deposición de Gairy. Del mismo modo, la dirigencia del NJM comenzó a reconsiderar su postura sobre la concurrencia electoral luego de plantearse que, si bien era poco probable que el régimen del GULP permitiera comicios libres, la campaña le daría al movimiento una posibilidad de expresar su mensaje para movilizar a las masas, y su muy probable derrota podría usarse como evidencia del fracaso del sistema parlamentario granadino y la corrupción del régimen de Gairy, sentando las bases para precipitar su derrocamiento por medios revolucionarios. Asimismo, la reducción de la edad para votar a dieciocho años incrementó considerablemente los apoyos del NJM, pues la mayor parte del respaldo al movimiento provenía de la juventud granadina.
Las dificultosas negociaciones resultaron en el establecimiento de la «Alianza Popular», una coalición entre el NJM, el GNP y el UPP. La misma apenas pudo terminar de acordar la distribución de escaños para el 18 de noviembre, fecha de la nominación, pero finalmente consiguió proclamar un único candidato opositor al GULP en cada circunscripción. Los cambios a la legislación electoral incrementaron el poder del régimen de Gairy sobre el proceso e incluso pudo otorgarle a la autoridad electoral la prerrogativa de seleccionar el símbolo de la coalición opositora. El logotipo seleccionado en última instancia fue el dibujo de un automóvil.

## Campaña
El oficialismo centró su campaña en resaltar los beneficios sociales en materia de educación, vivienda y salud, que habían mejorado considerablemente durante su período en el poder, así como el fomento de la incipiente industria turística. La estrategia del GULP apuntó también al electorado joven, principalmente de los sectores más empobrecidos, que podían sentirse más inclinados a votar al oficialismo, en contraposición con la clase media educada de los centros urbanos, más opositora e izquierdista. Aprovechando la presencia del NJM en la coalición opositora, el GULP también sostuvo un discurso fuertemente anticomunista y apeló a los votantes del GNP, antiguamente opositores. Gairy declaró que una victoria de la Alianza Popular implicaría necesariamente un gobierno dominado por fuerzas de extrema izquierda y una toma de poder comunista. La oposición, por su parte, denunció el persistente deterioro de las libertades civiles bajo el régimen de Gairy, así como sus actitudes personales cada vez más erráticas. Afectada por sus propias contradicciones internas al ser una coalición entre fuerzas de centroderecha, centro e izquierda cuyo objetivo no era otro que derrocar a Gairy, la plataforma de la Alianza Popular no fue más allá de una vaga promesa de «cambio». Uno de los principales temas señalados por la oposición fue el alto desempleo, producto de la falta de industrialización. Mientras que la oposición exigía comenzar a industrializar el país lo antes posible, Gairy declaró que necesitaría al menos otro mandato más antes de comenzar a discutir eso.
La campaña estuvo signada por las medidas restrictivas implementadas por el gobierno para dificultar el margen de la oposición para hacer campaña. El régimen de Gairy abusó de los recursos del estado para hacer campaña y privó a la oposición del acceso a los principales medios de comunicación, como la radio, y además prohibió el uso de sistemas de megafonía en público, lo que impidió el uso de este medio. Así, la campaña opositora tuvo que recurrir a repartir volantes y realizar concentraciones a pequeña escala. El período de campaña también vio a la Moongoose Gang desplegar una estrategia de terror contra los partidarios de la oposición, lo que pudo desalentar el voto de ciertos sectores de la población.

## Resultados

### Nivel general
|  | 51.74 % |

|  | 27.97 % |

|  | 14.53 % |

|  | 3.79 % |

|  | 1.97 % |

|  | 48.26 % |

|  | 99.03 % |

|  | 0.97 % |

|  | 100.00 % |

|  | 65.26 % |

### Resultados por circunscripción
|  | 76.68 % |

|  | 23.32 % |

|  | 100.00 % |

|  | 60.65 % |

|  | 62.17 % |

|  | 37.83 % |

|  | 100.00 % |

|  | 68.80 % |

|  | 53.88 % |

|  | 46.12 % |

|  | 100.00 % |

|  | 65.04 % |

|  | 59.12 % |

|  | 40.88 % |

|  | 100.00 % |

|  | 58.99 % |

|  | 61.83 % |

|  | 38.17 % |

|  | 100.00 % |

|  | 69.81 % |

|  | 53.07 % |

|  | 46.93 % |

|  | 100.00 % |

|  | 64.94 % |

|  | 56.15 % |

|  | 43.85 % |

|  | 100.00 % |

|  | 52.71 % |

|  | 55.95 % |

|  | 44.05 % |

|  | 100.00 % |

|  | 65.80 % |

|  | 63.53 % |

|  | 36.47 % |

|  | 100.00 % |

|  | 69.04 % |

|  | 50.93 % |

|  | 49.07 % |

|  | 100.00 % |

|  | 65.69 % |

|  | 64.33 % |

|  | 35.67 % |

|  | 100.00 % |

|  | 59.75 % |

|  | 55.89 % |

|  | 44.11 % |

|  | 100.00 % |

|  | 67.71 % |

|  | 55.62 % |

|  | 44.38 % |

|  | 100.00 % |

|  | 77.05 % |

|  | 51.54 % |

|  | 48.46 % |

|  | 100.00 % |

|  | 63.08 % |

|  | 55.05 % |

|  | 44.95 % |

|  | 100.00 % |

|  | 71.94 % |